# Мильмухаметов, Аухади Ахмодеевич
Аухади Ахмодеевич Мильмухаметов — советский государственный, профсоюзный и политический деятель.

## Биография
Родился в 1913 году в Новониколаевске. Член КПСС.
Окончил ВПШ при ЦК КПСС.
В 1932—1938 гг. — инструктор слесарного дела ФЗУ при Златоустовском паровозном депо, заведующий курсами технической пропаганды Уфимского отделения Куйбышевской железной дороги, секретарь комитета комсомола ж.д. станции Бугульма, секретарь комитета комсомола Куйбышевского завода «Сажерез», помощник начальника политотдела по комсомолу Куйбышевского отделения КЖД.
В 1939—1944 гг. — первый секретарь Приморского крайкома ВЛКСМ.
В 1944—1949 гг. — первый секретарь Татарского обкома ВЛКСМ.
В 1952—1953 гг. — секретарь, заведующий отделом пропаганды и агитации Чистопольского обкома КПСС.
В 1953—1959 гг. — заведующий отделом пропаганды и агитации Татарского обкома КПСС
В 1959—1965 гг. — заместитель председателя Совета Министров Татарской АССР.
В 1965—1972 гг. — председатель Татарского областного Совета профсоюзов.
В 1972—1974 гг. — директор Татарских республиканских профсоюзных курсов.
Делегат XXIII и XXIV съездов КПСС.
Умер в 1987 году в Казани.

## Награды
- Орден Ленина (28.10.1948)
- Орден Трудового Красного Знамени (25.08.1971)
- Орден Знак Почёта